# آلیشیا کوپلوویتز
آلیشیا کوپلوویتز (انگلیسی: Alicia Koplowitz؛ زادهٔ ۱۲ سپتامبر ۱۹۵۴) کارآفرین و سرمایه‌دار اهل اسپانیا است.